# 耶稣遭弃绝
在四福音书中，许多地方都记载了耶稣遭弃绝，包括拿撒勒的弃绝，哥拉汛、伯赛大和迦百农的弃绝，许多门徒离开，以及犹太人的弃绝。

## 拿撒勒的弃绝
对观福音书中记载了这一事件，耶稣被他家乡的人强烈拒绝，而《路加福音》特别指出就是在拿撒勒。
《路加福音》第4章记载，耶稣在开始尽职传道（在施洗约翰被杀之前）后不久，回到家乡拿撒勒，在安息日进入犹太会堂讲道，并且称自己就是那个预言的应验，不过其他的对观福音书没有记载此事。但是所有的对观福音书都记述群众质疑他的教训的来源（见《马可福音》第3章），并讥笑他不过是木匠的儿子（《马太福音》）或者木匠（《马可福音》）。《马太福音》和《马可福音》记载，群众还提到耶稣是雅各、西门、约瑟和犹大的哥哥，以此暗示耶稣只是一个普通人，并且批评耶稣与众不同的举止。各卷福音书中都有类似的记载：
“先知除了在本地本家之外，没有不被人尊敬的。” 

## 哥拉汛、伯赛大和迦百农的弃绝
根据记载，加利利的哥拉汛、伯赛大和迦百农没有响应耶稣的教训（“她们没有悔改”-），尽管耶稣在那里行了大部分神迹，因此耶稣诅咒他们（“你必坠落到阴间”）。

## 犹太人的弃绝

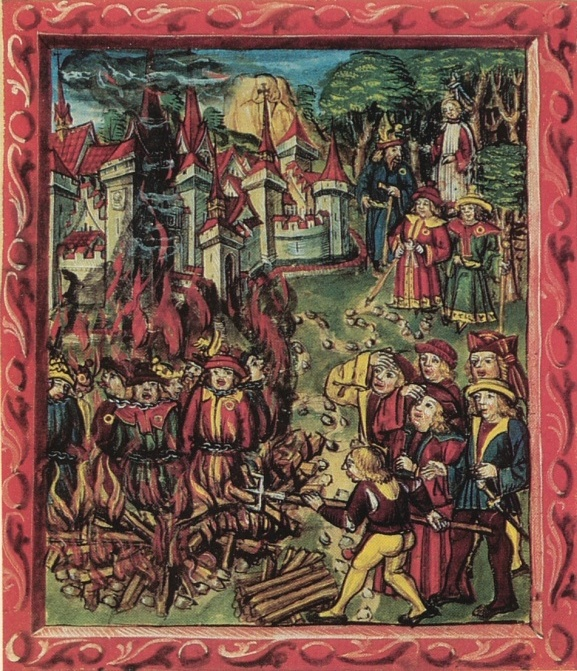

## 许多门徒离开
约翰福音 6:60–6:66记载，耶稣在迦百农会堂里，说到那些吃基督的身体，喝基督的血的人，就住在基督里面、基督也住在他们里面，他们就得到永远的生命之后，许多门徒离开了耶稣（约翰福音 6:48–59）。在约翰福音 6:67–71 耶稣询问十二使徒是否也要离开，但是彼得回答说他们已经成为信徒。